# Парламентські вибори в Японії 2012
Дострокові загальні парламентські вибори в Японії пройшли 16 грудня 2012 року. Це 46-і вибори в нижню палату парламенту Японії, Палату представників, починаючи з 1890 року. Перемогла на виборах з великою перевагою Ліберально-демократична партія, таким чином повернувши собі більшість в парламенті. Після поразки Демократичної партії Нода Йосіхіко покинув пост прем'єр-міністра, його наступником став лідер ЛДП Абе Сіндзо.

## Підготовка виборів
У липні 2012 року міністр іноземних справ Японії Кацуя Окада запропонував Ліберально-демократичній партії розпустити парламент і оголосити дострокові вибори в січні 2013 року. У серпні 2012 року була досягнута домовленість про розпуск і призначення виборів в Палату представників відразу після ухвалення закону про національний споживний податок